# Ридж-Вуд-Гайтс (Флорида)
Ридж-Вуд-Гайтс (англ. Ridge Wood Heights) — переписна місцевість (CDP) в США, в окрузі Сарасота штату Флорида. Населення — 5064 особи (2020).

## Географія
Ридж-Вуд-Гайтс розташований за координатами 27°17′15″ пн. ш. 82°30′47″ зх. д. / 27.28750° пн. ш. 82.51306° зх. д. (27.287416, -82.513133).  За даними Бюро перепису населення США в 2010 році переписна місцевість мала площу 3,76 км², з яких 3,66 км² — суходіл та 0,10 км² — водойми.

## Демографія
Згідно з переписом 2010 року, у переписній місцевості мешкало 4795 осіб у 2216 домогосподарствах у складі 1218 родин. Густота населення становила 1274 особи/км².  Було 2477 помешкань (658/км²).
Расовий склад населення:
| - 93,0 % — білих - 1,6 % — чорних або афроамериканців - 1,5 % — азіатів - 0,4 % — корінних американців - 1,5 % — осіб інших рас |

До двох чи більше рас належало 2,0 %. Частка іспаномовних становила 8,5 % від усіх жителів.
За віковим діапазоном населення розподілялося таким чином: 18,2 % — особи молодші 18 років, 65,8 % — особи у віці 18—64 років, 16,0 % — особи у віці 65 років та старші. Медіана віку мешканця становила 44,5 року. На 100 осіб жіночої статі у переписній місцевості припадало 91,9 чоловіків;  на 100 жінок у віці від 18 років та старших — 90,9 чоловіків також старших 18 років.
Середній дохід на одне домашнє господарство  становив 62 215 доларів США (медіана — 51 930), а середній дохід на одну сім'ю — 69 798 доларів (медіана — 55 132). Медіана доходів становила 37 292 долари для чоловіків та 42 153 долари для жінок. За межею бідності перебувало 18,0 % осіб, у тому числі 28,1 % дітей у віці до 18 років та 3,8 % осіб у віці 65 років та старших.
Цивільне працевлаштоване населення становило 2677 осіб. Основні галузі зайнятості: освіта, охорона здоров'я та соціальна допомога — 20,4 %, роздрібна торгівля — 18,0 %, мистецтво, розваги та відпочинок — 13,6 %, науковці, спеціалісти, менеджери — 10,2 %.